# سويدبورغ (ميزوري)
سويدبورغ (بالإنجليزية: Swedeborg)‏ هي إحدى المجتمعات الفردية (غير مصنفة) في ولاية ميزوري في الولايات المتحدة الأمريكية.